# Löffler Samu Sándor
Löffler Samu Sándor (Budapest, 1877. szeptember 19. – Melbourne, 1962.) zsidó származású magyar építész.

## Élete
Löffler Jakab (1845–1912) és Mellinger Jozefa (1854–1920) fia. A 20. század elejének ismert építésze volt, aki alkotásainak többségét fivérével, Löffler Bélával közösen tervezte. 1906-tól a két testvér ennek érdekében közös tervezőirodát működtetett. Kettőjük közül Samu Sándor főleg a művezetési és az irodai adminisztrációs munkálatokat végezte. Talán legismertebb munkájuk az 1912–1913-ban felépült Kazinczy utcai zsinagóga.
Az első világháború után önállósította magát, és több bérházat tervezet. Jóval túlélte öccsét, magas életkort élt meg: 1962-ben hunyt el 85 évesen.

## Családja
Házastársa Gansel Gizella volt, Gansel Adolf és Silberstein Júlia lánya, akit 1904. június 26-án Budapesten vett feleségül.
Gyermekei:
- Löffler Lili (1905–?). Első férje Rácz Imre (1891–?) gyárigazgató, második Deutsch Imre (1903–?) kereskedő.
- Löffler Iván (1909–1909)
- Löffler Edit (1911–?). Férje Kabos Endre (1909–?).

## Művei

### Ismert saját épületek
- 1904–1905: Klein Samu háza, 1094 Budapest, Tűzoltó utca 6.[8]
- 1909: Balassa Zsigmond és Vágó Lajos bérháza, 1078 Budapest, Hernád utca 22.[9]

## Egyéb irodalom
- Tolnai-Pálóczi Enikő: Löffler testvérek, Kedves László Kiadása, Budapest, 2020, ISBN 9786150085432